# 1990 год
1990 (ты́сяча девятьсо́т девяно́стый) год  по григорианскому календарю — невисокосный год, начинающийся в понедельник. Это 1990 год нашей эры, 10‑й год 9‑го десятилетия XX века 2‑го тысячелетия, 1‑й год 1990‑х годов. Он закончился 35 лет назад.
| Пн | Вт | Ср | Чт | Пт | Сб | Вс |
| 1  | 2  | 3  | 4  | 5  | 6  | 7  |
| 8  | 9  | 10 | 11 | 12 | 13 | 14 |
| 15 | 16 | 17 | 18 | 19 | 20 | 21 |
| 22 | 23 | 24 | 25 | 26 | 27 | 28 |
| 29 | 30 | 31 |    |    |    |    |

| Пн | Вт | Ср | Чт | Пт | Сб | Вс |
|    |    |    | 1  | 2  | 3  | 4  |
| 5  | 6  | 7  | 8  | 9  | 10 | 11 |
| 12 | 13 | 14 | 15 | 16 | 17 | 18 |
| 19 | 20 | 21 | 22 | 23 | 24 | 25 |
| 26 | 27 | 28 |    |    |    |    |

| Пн | Вт | Ср | Чт | Пт | Сб | Вс |
|    |    |    | 1  | 2  | 3  | 4  |
| 5  | 6  | 7  | 8  | 9  | 10 | 11 |
| 12 | 13 | 14 | 15 | 16 | 17 | 18 |
| 19 | 20 | 21 | 22 | 23 | 24 | 25 |
| 26 | 27 | 28 | 29 | 30 | 31 |    |

| Пн | Вт | Ср | Чт | Пт | Сб | Вс |
|    |    |    |    |    |    | 1  |
| 2  | 3  | 4  | 5  | 6  | 7  | 8  |
| 9  | 10 | 11 | 12 | 13 | 14 | 15 |
| 16 | 17 | 18 | 19 | 20 | 21 | 22 |
| 23 | 24 | 25 | 26 | 27 | 28 | 29 |
| 30 |    |    |    |    |    |    |

| Пн | Вт | Ср | Чт | Пт | Сб | Вс |
|    | 1  | 2  | 3  | 4  | 5  | 6  |
| 7  | 8  | 9  | 10 | 11 | 12 | 13 |
| 14 | 15 | 16 | 17 | 18 | 19 | 20 |
| 21 | 22 | 23 | 24 | 25 | 26 | 27 |
| 28 | 29 | 30 | 31 |    |    |    |

| Пн | Вт | Ср | Чт | Пт | Сб | Вс |
|    |    |    |    | 1  | 2  | 3  |
| 4  | 5  | 6  | 7  | 8  | 9  | 10 |
| 11 | 12 | 13 | 14 | 15 | 16 | 17 |
| 18 | 19 | 20 | 21 | 22 | 23 | 24 |
| 25 | 26 | 27 | 28 | 29 | 30 |    |

| Пн | Вт | Ср | Чт | Пт | Сб | Вс |
|    |    |    |    |    |    | 1  |
| 2  | 3  | 4  | 5  | 6  | 7  | 8  |
| 9  | 10 | 11 | 12 | 13 | 14 | 15 |
| 16 | 17 | 18 | 19 | 20 | 21 | 22 |
| 23 | 24 | 25 | 26 | 27 | 28 | 29 |
| 30 | 31 |    |    |    |    |    |

| Пн | Вт | Ср | Чт | Пт | Сб | Вс |
|    |    | 1  | 2  | 3  | 4  | 5  |
| 6  | 7  | 8  | 9  | 10 | 11 | 12 |
| 13 | 14 | 15 | 16 | 17 | 18 | 19 |
| 20 | 21 | 22 | 23 | 24 | 25 | 26 |
| 27 | 28 | 29 | 30 | 31 |    |    |

| Пн | Вт | Ср | Чт | Пт | Сб | Вс |
|    |    |    |    |    | 1  | 2  |
| 3  | 4  | 5  | 6  | 7  | 8  | 9  |
| 10 | 11 | 12 | 13 | 14 | 15 | 16 |
| 17 | 18 | 19 | 20 | 21 | 22 | 23 |
| 24 | 25 | 26 | 27 | 28 | 29 | 30 |

| Пн | Вт | Ср | Чт | Пт | Сб | Вс |
| 1  | 2  | 3  | 4  | 5  | 6  | 7  |
| 8  | 9  | 10 | 11 | 12 | 13 | 14 |
| 15 | 16 | 17 | 18 | 19 | 20 | 21 |
| 22 | 23 | 24 | 25 | 26 | 27 | 28 |
| 29 | 30 | 31 |    |    |    |    |

| Пн | Вт | Ср | Чт | Пт | Сб | Вс |
|    |    |    | 1  | 2  | 3  | 4  |
| 5  | 6  | 7  | 8  | 9  | 10 | 11 |
| 12 | 13 | 14 | 15 | 16 | 17 | 18 |
| 19 | 20 | 21 | 22 | 23 | 24 | 25 |
| 26 | 27 | 28 | 29 | 30 |    |    |

| Пн | Вт | Ср | Чт | Пт | Сб | Вс |
|    |    |    |    |    | 1  | 2  |
| 3  | 4  | 5  | 6  | 7  | 8  | 9  |
| 10 | 11 | 12 | 13 | 14 | 15 | 16 |
| 17 | 18 | 19 | 20 | 21 | 22 | 23 |
| 24 | 25 | 26 | 27 | 28 | 29 | 30 |
| 31 |    |    |    |    |    |    |

Объявлен ООН Международным годом грамотности.

## События
См. также: Категория:1990 год

### Январь

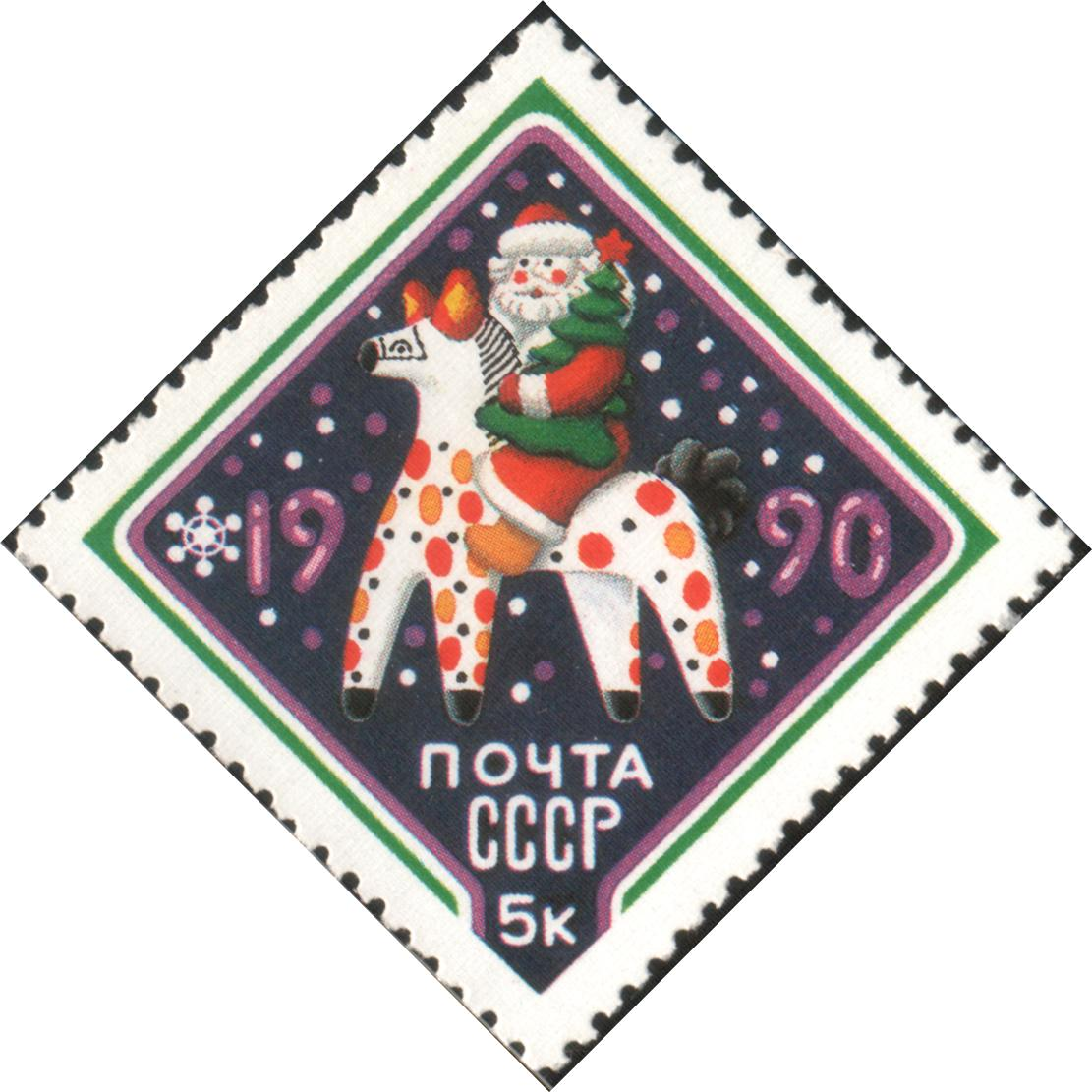
Почтовая марка СССР, 1990 год

- 1 января — В Австрии, в политическом округе Нойзидль-ам-Зе федеральной земли Бургенланд, в результате упразднения политической общины Гаттендорф-Нойдорф были образованы три новые независимые (автономные) политические общины Гаттендорф, Нойдорф и Поцнойзидль[2].
- 3 января — в Панаме представители США задержали бывшего руководителя страны Мануэля Норьегу и перевезли его во Флориду, где он предстал перед судом в связи с обвинениями в контрабанде наркотиков.
- 4 января — железнодорожная катастрофа в Санги, Пакистан. Из-за столкновения двух поездов погибли от 200 до 300 человек, ещё около 700 — ранены.
- 7 января — Пизанская падающая башня была закрыта для туристов из соображений безопасности.
- 9 января — 33-й старт (STS-32) по программе Спейс Шаттл. 9-й полёт шаттла Колумбия. Экипаж — Дэниел Бранденстайн, Джеймс Уэзерби, Бонни Данбар, Марша Айвинс, Дейвид Лоу.
- 10 января — завершено слияние Time Inc. и Warner Communications Inc. в результате которого образована компания Time Warner.
- 11 января
  - В Литовской ССР 300 тысяч человек приняли участие в демонстрации за независимость.
  - В Новороссийске задержана партия танков, которую кооператив «АНТ» пытался вывезти за рубеж.
- 12 января — декрет Фронта национального спасения о запрете Коммунистической партии Румынии вступил в силу.
- 13 января — катастрофа Ту-134 под Первоуральском, погибли 27 человек.
- 13-19 января — погромы армян в Баку, СССР.
- 15 января
  - Карабахский конфликт: в Нагорный Карабах для прекращения межэтнических столкновений введены советские войска.
  - В Берлине, ГДР тысячи человек захватили штаб-квартиру штази, пытаясь получить досье на себя.
  - Болгарское национальное собрание проголосовало за отмену монополии коммунистов на власть.
- 16 января — Михаил Горбачёв подписал Указ Президиума Верховного Совета СССР «О восстановлении в гражданстве СССР Ростроповича М. Л. и Вишневской Г. П.».
- 18 января
  - Распад СССР: Армянская ССР объявила войну Азербайджанской ССР.
  - Мэр Вашингтона Мэрион Барри арестован ФБР за хранение наркотиков.
- 20 января — «Чёрный январь»: в Баку введены советские войска; в городе объявлен режим чрезвычайного положения. 130 погибших, около 700 — раненых.
- 22 января — в Югославии отменена монополия коммунистов на власть.
- 25 января — в Нью-Йорке разбился самолёт Boeing 707-321B колумбийской компании Avianca, погибли 73 из 158 человек на борту.
- 25—26 января — в результате урагана[англ.] в Европе погибли 97 человек[3].
- 26 января — в связи с напряжённой обстановкой в Кашмире, Индия введено прямое армейское управление и комендантский час.
- 27 января
  - Белорусский язык объявлен государственным в БССР.
  - Президентом Гондураса стал Рафаэль Леонардо Кальехас Ромеро (до 27 января 1994).
- 28 января — в Польше распущена ПОРП.
- 31 января — в Москве открылся первый в СССР ресторан Макдоналдс.

### Февраль
- 1 февраля
  - Правительство Югославии направило в автономный округ Косово войска в связи с противостоянием между вооружёнными отрядами этнических албанцев и официальными сербскими властями.
  - В Чехословакии упразднена Служба государственной безопасности — политическая полиция.
  - Катастрофа Ил-76 под Паневежисом — крупнейшая катастрофа самолёта в Литве (8 погибших).
- 2 февраля — президент ЮАР Фредерик де Клерк разрешил деятельность партии Африканский Национальный Конгресс и пообещал освободить Нельсона Манделу (освобождён 11 февраля).
- 4 февраля — в Москве прошла 200-тысячная демонстрация в поддержку курса демократических реформ и за отмену 6-й статьи Конституции «о руководящей роли КПСС».
- 7 февраля — в СССР отменена монополия КПСС на политическую власть и фактически провозглашена многопартийная система: пленум ЦК КПСС проголосовал за отмену 6-й статьи Конституции СССР.
- 11 февраля
  - В СССР осуществлён запуск пилотируемого КК «Союз ТМ-9» (приземление 9 августа 1990 года). Экипаж старта и посадки — А. Я. Соловьёв, А. Н. Баландин.
  - В матче на звание чемпиона мира в тяжёлом весе по боксу Джеймс Даглас одержал победу над Майком Тайсоном.
- 12-14 февраля — массовые беспорядки в Душанбе, Таджикская ССР. Погибло 22 человека, ранено 565.

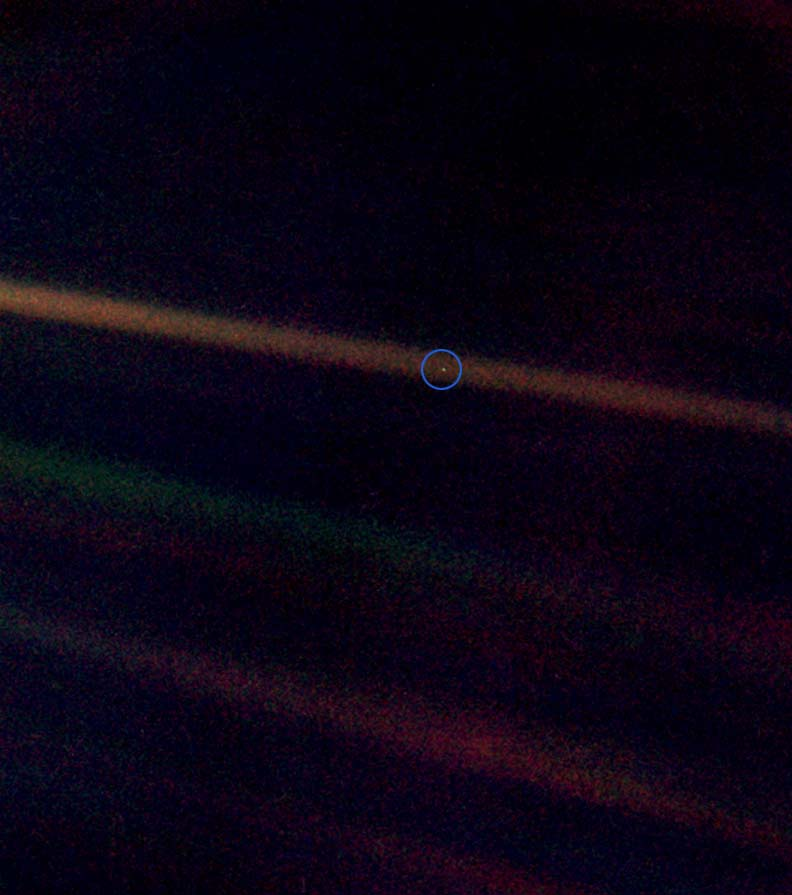
Снимок Земли Pale Blue Dot

- 14 февраля — с американского космического зонда Вояджер-1 был передан снимок Pale Blue Dot на котором видна Земля с расстояния 6 млрд километров.
- 15 февраля — восстановлены дипломатические отношения между Аргентиной и Великобританией, которые были разорваны в 1982 году из-за Фолклендской войны.
- 16 февраля — руководитель Народной организации Юго-Западной Африки Сэм Нуйома избран первым президентом независимой Намибии (21 февраля Республика Намибия провозглашена независимым суверенным государством).
- 19 февраля — приземление корабля «Союз ТМ-8». Экипаж посадки — А. С. Викторенко и А. А. Серебров.
- 21 февраля — власти Кении запретили демонстрации протеста, проходившие под лозунгами отставки президента страны Мои и проведения расследования обстоятельств убийства министра иностранных дел.
- 24 февраля — Распад СССР: на выборах в Верховный Совет Литовской ССР националисты наносят поражение коммунистам.
- 25 февраля — на всеобщих выборах в Никарагуа правящий Сандинистский фронт потерпел поражение: президентом избрана лидер оппозиции Виолета Барриос де Чаморро (54,7% голосов против 40,8% у главы СФНО президента Д. Ортеги), а Национальный союз оппозиции – 53,9% и 51 из 92 мест в Национальной ассамблее против 40,8% и 39 мест у СФНО.
- 26 февраля
  - Съезд народных депутатов СССР принял закон о частных крестьянских хозяйствах и закон о различных формах собственности.
  - СССР согласился вывести все войска из Чехословакии к июлю 1991 года[источник не указан 1085 дней].
- 28 февраля — 34-й старт (STS-36) по программе Спейс Шаттл. 6-й полёт шаттла Атлантис. Экипаж — Джон Крейтон, Джон Каспер, Дейвид Хилмерс, Ричард Маллейн, Пьерр Туот. Полёт для министерства обороны США.

### Март
- 1 марта

Флаг Намибии

  - Народная Республика Бенин изменила наименование на Республика Бенин.
  - Президентом Уругвая стал Луис Альберто Лакайо (до 1 марта 1995 года).
  - Пожар в отеле Шератон в Каире, Египет, погибло 16 человек.
  - Сотрудники секретной службы США осуществили следственные действия в офисе компании Steve Jackson Games. Позднее это стимулировало создание Electronic Frontier Foundation.
- 4 марта — состоялись выборы народных депутатов в РСФСР, Белорусской ССР и Украинской ССР.
- 6 марта
  - Перестройка: в СССР принят Закон о собственности.
  - В Афганистане правительство президента Наджибуллы подавило попытку государственного переворота.
- 9 марта — в ходе монгольской демократической революции Жамбын Батмунх распустил Политбюро Монгольской народно-революционной партии.
- 10 марта — в результате военного переворота на Гаити, свергнут президент Проспер Авриль. 12 марта новым президентом страны стала Эрта Паскаль-Труйо.
- 11 марта
  - Распад СССР: Литва объявила о восстановлении независимости[4].
  - Начат вывод советских войск из Венгрии.
  - В Чили впервые с 1970 года в должность вступил демократически избранный президент Патрисио Эйлвин.
- 12 марта — в Москве открылся III Съезд народных депутатов СССР (до 15 марта).
- 14 марта
  - В Израиле коалиционное правительство национального единства ушло в отставку после того, как премьер-министр Ицхак Шамир отстранил от должности заместителя премьер-министра Шимона Переса.
  - Состоялись выборы президента СССР на Съезде народных депутатов СССР, на которых победил М. С. Горбачёв, ставший первым и последним президентом СССР.
  - Из статьи 6 Конституции СССР исключено упоминание руководящей и направляющей роли КПСС — отмена однопартийной системы в СССР.
- 15 марта
  - Введён пост Президента СССР.
  - Распад СССР: Верховный Совет СССР объявил Акт о восстановлении Литовского государства незаконным.
  - СССР установил дипломатические отношения с Ватиканом.
  - Президентом Бразилии стал Фернанду Колор ди Мелу (до 29 декабря 1992).
- 16 марта — премьер-министром Гренады во второй раз стал Николас Брэтуэйт (до 1 февраля 1995 года).
- 17 марта — в Литве сформировано правительство во главе с премьер-министром «янтарной леди» Казимирой Прунскене (до 10 января 1991 года).
- 18 марта
  - В ГДР прошли первые свободные выборы в парламент. 48 % избирателей поддержали организацию «Союз за Германию».
  - Ограбление музея Изабеллы Гарден в Бостоне, в результате которого музей лишился лучших экспонатов.
- 20 марта — на Филиппинах вдова бывшего диктатора Фердинанда Маркоса Имельда Маркос заключена в тюрьму по обвинению во взятках, растратах и вымогательстве.
- 21 марта
  - Намибия получила независимость после 75 лет управления Южно-Африканской Республикой.
  - Председателем Великого Народного Хурала (главой государства) Монголии стал Пунсалмаагийн Очирбат (3 сентября избран президентом, до 20 июня 1997 года).
- 24 марта
  - Индия вывела свои войска из Шри-Ланки.
  - Федеральные выборы в Австралии. Премьер-министр Роберт Хоук переизбран на 4-й срок.
- 25 марта
  - Распад СССР: для нейтрализации сторонников выхода Литвы из состава СССР советские власти направляют в Вильнюс танки.
  - Распад СССР: Коммунистическая партия Эстонии объявила о выходе из КПСС.
  - В Нью-Йорке в результате поджога нелегального клуба «Happy Land» погибло 87 человек.
- 26 марта — в Лос-Анджелесе прошла 62-я церемония вручения кинопремии «Оскар». Лучшим фильмом признан «Шофёр мисс Дэйзи».
- 27 марта — США начали вещание TV Martí на территорию Кубы.
- 29 марта — Чехословацкая Социалистическая Республика преобразована в Чехословацкую Федеративную Республику (на словацком языке Чехо-Словацкая Федеративная Республика).
- 30 марта — Распад СССР: Эстония приостановила действие Конституции СССР на своей территории.
- 31 марта — «Вторая битва при Трафальгаре»: массовая демонстрация против подушного налога на Трафальгарской площади в Лондоне переросла в беспорядки, 471 человек ранен, 341 — арестован.

### Апрель
- 1 апреля — в Великобритании 1000 заключённых тюрьмы Стренлжуэйз, Манчестер, подняли бунт и захватили большую часть здания (последние заключённые сдались властям 25 апреля после штурма тюрьмы силами спецназа). Самый продолжительный тюремный бунт в истории Великобритании.
- 2 апреля — на Тайване основана компания Asus.
- 3 апреля
  - Король Бельгии Бодуэн I на время отказался от трона для того, чтобы парламент страны мог разрешить аборты. Монарх отказался подписать новый закон из принципиальных соображений.
  - Распад СССР: принят Закон СССР «О порядке решения вопросов, связанных с выходом союзной республики из СССР»[5].
- 7 апреля — в проливе Скагеррак, по пути из Норвегии в Данию загорелся паром Scandinavian Star, погибло 158 человек.
- 8 апреля
  - Парламентские выборы в Греции, победу с незначительным перевесом одержала партия Новая демократия. 11 апреля Константинос Мицотакис приступает к исполнению обязанностей премьер-министра.
  - Парламентские выборы в Венгрии победу с подавляющим перевесом одержал правоцентристский Демократический Форум и его союзники.
- 10 апреля — в Москве начал свою работу XXI съезд ВЛКСМ.
- 11 апреля — на таможне в Тиссайде, Великобритания, задержаны компоненты «суперпушки», предназначавшейся Ираку.
- 12 апреля — председателем Совета Министров ГДР стал Лотар де Мезьер.
- 13 апреля — СССР признал ответственность за Катынский расстрел.
- 16 апреля
  - Председателем Московского городского Совета народных депутатов избран демократ Гавриил Попов.
  - В Швейцарии открылся Чемпионат мира по хоккею с шайбой 1990 года (до 2 мая), чемпионом мира стала сборная СССР.
- 17 апреля — СССР прекратил поставки в Литву сначала газа, затем — нефти и угля, начало экономической блокады республики.
- 20 апреля
  - Чехословакия преобразована в конфедерацию — Чешскую и Словацкую Федеративную Республику.
  - STS-31: стартовал шаттл Дискавери с космическим телескопом Хаббл на борту (выведен на орбиту 24 апреля).
- 22 апреля — в Румынии началась акция гражданского неповиновения Голаниада.
- 23 апреля
  - 76 % жителей Карл-Маркс-Штадта (ГДР) проголосовали за то, чтобы вернуть городу его прежнее название — Хемниц.
  - Намибия становится 160-м членом ООН и 50-м членом Содружества наций.
- 24 апреля
  - ГДР и ФРГ подписали договор об объединении экономик и переходе на единую валюту к 1 июля.
  - 35-й старт (STS-31) по программе Спейс Шаттл. 10-й полёт шаттла Дискавери. Экипаж — Лорен Шрайвер, Чарлз Болден, Стивен Хоули, Брюс МакКэндлесс, Кэтрин Салливэн.
- 25 апреля — президентом Никарагуа избрана Виолетта Чаморро.
- 30 апреля — В Москве начала вещать радиостанция «Европа Плюс».

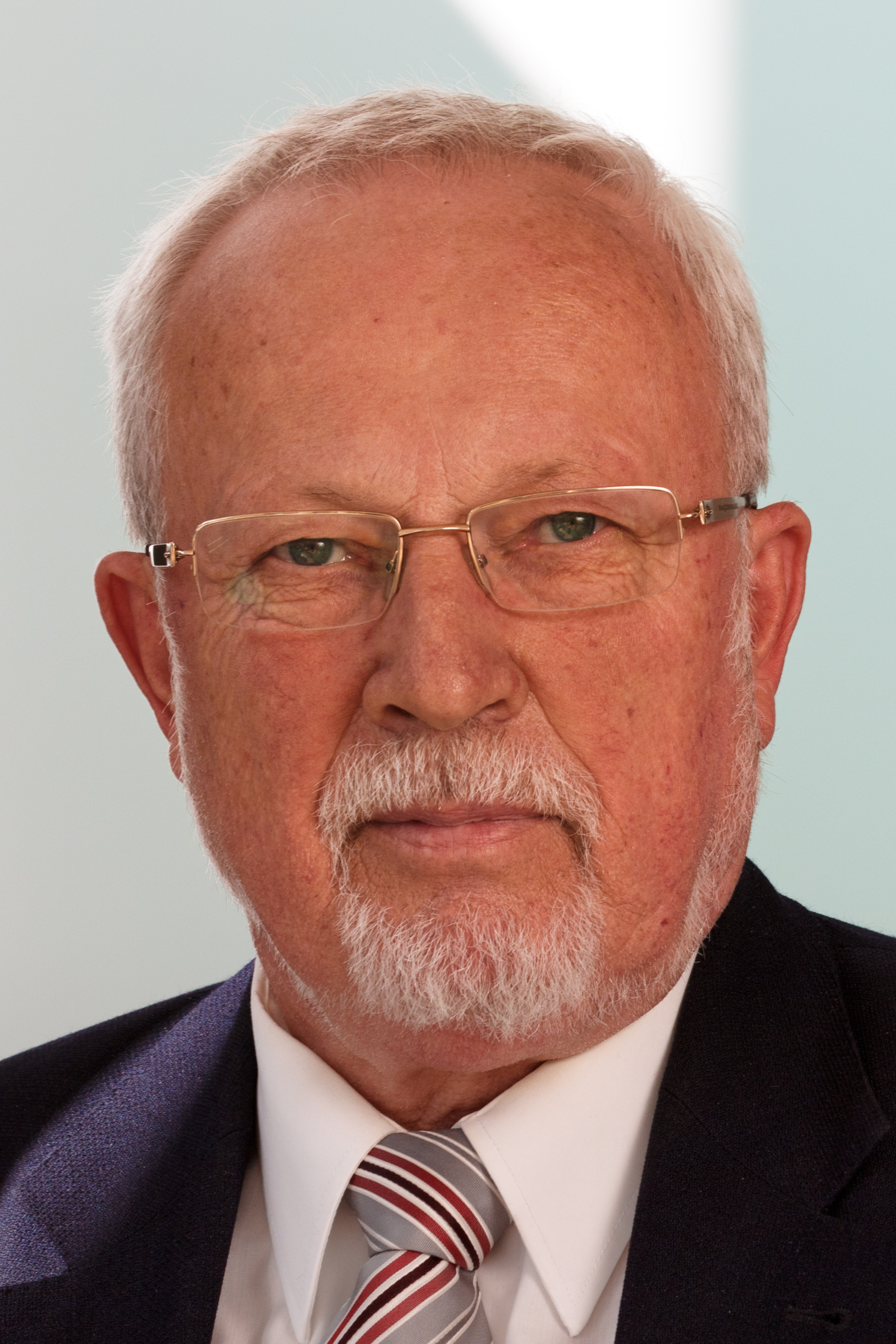
Лотар де Мезьер

### Май
- 1 мая — в Москве на Красной площади сразу после традиционного первомайского прохождения колонн трудящихся прошла альтернативная демонстрация демократических сил с антисоветскими лозунгами[6].
- 2 мая — в Лондоне мужчина, размахивая ножом, отнял у курьера облигации на предъявителя на сумму 292 млн фунтов стерлингов (крупнейшее ограбление в истории[источник не указан 2280 дней]).
- 3 мая — в СССР в двух полётах на самолёте Ту-142ЛЛ было установлено три мировых рекорда[источник не указан 2280 дней].
- 4 мая
  - Распад СССР: Латвия приняла декларацию о восстановлении независимости[7].
  - Константинос Караманлис во второй раз стал президентом Греции (до 10 марта 1995).
- 5 мая — в Загребе, Югославия прошёл 35-й конкурс Евровидение.
- 8 мая — Распад СССР: Эстония провозгласила независимость[8].
- 15 мая — картина Портрет доктора Гаше работы Винсента ван Гога продана за рекордную сумму 82,5 млн долларов.
- 16 мая — в Москве начал работу I съезд народных депутатов РСФСР (до 22 июня).
- 17 мая — Всемирная организация здравоохранения исключила гомосексуальность из списка заболеваний, этот день стал отмечаться как «Международный день борьбы с гомофобией».
- 18 мая — французский поезд TGV Atlantique установил рекорд скорости, разогнавшись до 515,3 км/ч.
- 20 мая — в Румынии прошли первые после свержения коммунизма, и первые после 1937 года свободные президентские и парламентские выборы. Президентом страны избран Ион Илиеску.
- 22 мая
  - Руководители Северного (Йеменская Арабская Республика) и Южного (Народно-Демократическая Республика Йемен) Йемена объявили об объединении их государств в единую Йеменскую Республику.
  - Корпорация Microsoft выпустила ОС Windows 3.0.
- 23 мая — председателем Ленинградского совета народных депутатов избран Анатолий Собчак.
- 24 мая — Председатель Совета министров СССР Николай Рыжков предложил план поэтапного перехода «к регулируемой рыночной экономике». Начало паники на потребительском рынке. Введение нормированного распределения основных продуктов питания.
- 27 мая
  - Столкновения в Ереване между ополченцами и частями Советской Армии, 24 погибших с армянской стороны.
  - Национальная Лига за демократию одержала победу на многопартийных парламентских выборах в Мьянме, однако военные отказались передать власть гражданскому правительству.
- 29 мая
  - Борис Ельцин избран Председателем Верховного Совета РСФСР, одержав победу над кандидатами, предложенными М. С. Горбачёвым.
  - В Париже подписано соглашение о создании Европейского банка реконструкции и развития (ЕБРР).
- 31 мая — начало вещания 24 канал.

### Июнь
- 1 июня
  - Холодная война: президенты США и СССР Джордж Буш и Михаил Горбачёв подписали договор о прекращении производства химического оружия и уничтожении его имеющихся запасов.
  - ИРА совершило убийство двух британских военнослужащих в Англии и Германии.
- 2 июня
  - В Москве открылась первая в СССР товарная биржа.
  - Серия из 88 торнадо в штатах Иллинойсе, Индиане, Кентукки и Огайо, США, погибло 12 человек.
- 4—6 июня — Распад СССР: «Ошская резня» в Киргизии.
- 6—16 июня — во Фрайзинге состоялась шестая пленарная сессия Смешанной международной комиссии по богословскому диалогу, её темой стало «Униатство»[9].
- 7 июня
  - В Москве открылся Поместный собор Русской православной церкви, на котором Патриархом Московским и всея Руси был избран Алексий II (интронизирован 10 июня).
  - Президент ЮАР Фредерик де Клерк отменил чрезвычайное положение, действовавшее в течение 4 лет, во всех регионах страны, кроме провинции Наталь.
- 8 июня
  - Первые после 1946 года свободные парламентские выборы в Чехословакии, победу одержало движение Гражданский форум.
  - В Италии начался чемпионат мира по футболу.
- 10 июня — инцидент с BAC 1-11 над Дидкотом: на самолёте компании British Airways произошло отделение некачественно установленного ветрового стёкла и командира экипажа наполовину выбросило из кабины пилотов. Второй пилот смог посадить самолёт в аэропорту Саутгемптона. Происшествие обошлось без человеческих жертв. КВС и один бортпроводник получили ранения.
- 12 июня
  - Принята Декларация о государственном суверенитете РСФСР. Введён приоритет российских законов над всесоюзным законодательством.
  - На выборах в местные органы власти в Алжире фундаменталисты из Исламского фронта национального спасения получили контроль над большей частью советов в городах и провинциях.
- 13-15 июня — беспорядки в Бухаресте, Румыния.
- 16 июня — американский астроном Марк Шоуолтер открыл спутник Сатурна Пан.
- 19 июня — создана Коммунистическая партия РСФСР (в составе КПСС).
- 20 июня — Распад СССР: Узбекская ССР провозгласила суверенитет.
- 21 июня — землетрясение магнитудой 7,3 в Иране, с эпицентром в городе Манджил. Тысячи человек погибли.
- 22 июня
  - На Филиппинах произошло извержение подводного вулкана Дидикас.
  - Канадские провинции Манитоба и Ньюфаундленд отказываются ратифицировать Мич-Лейкское федерально-провинциальное конституционное соглашение от 1987 года, которое предоставляет провинции Квебек статус «особого общества».
- 23 июня — Распад СССР: Молдавская ССР провозгласила суверенитет.
- 24 июня
  - В Белфасте, Великобритания рукоположены в священники англиканской церкви первые женщины Кэтлин Йонг и Ирен Тэмплтон.
  - В Лужниках состоялся последний концерт Виктора Цоя и группы «Кино».
- 26 июня — президент США Джордж Буш нарушил своё предвыборное обещание «никаких новых налогов», увеличив размер налогов, для сокращения дефицита бюджета. Это подорвало его популярность в последующие несколько лет.
- 27 июня — в Никарагуа прошла торжественная церемония разоружения контрас, символизирующая окончание гражданской войны[10].
- 29 июня — Литва приостановила действие Декларации о суверенитете на время переговоров с правительством СССР.
- 30 июня — авария Ил-62 в Якутске.

### Июль
- 1 июля — Объединение Германии: ГДР передаёт управление экономикой, денежным обращением и социальной политикой правительству ФРГ и Бундесбанку ФРГ. Западногерманская марка становится основной валютой в ГДР.
- 2 июля — в Мекке в давке в подземном переходе погибло 1426 человек.
- 2-13 июля — состоялся XXVIII съезд КПСС — последний съезд КПСС до её запрета 6 ноября 1991.
- 6 июля
  - Во время футбольного матча в Могадишо в ответ на стихийные антиправительственные выступления охрана президента Сиада Барре открыла огонь по трибунам, 65 человек было убито, более 300 — серьёзно ранено.
  - В Болгарии подал в отставку председатель (президент) Пётр Младенов.
- 7 июля — в Риме состоялся первый совместный концерт Трёх теноров — Пласидо Доминго, Хосе Каррераса и Лучано Паваротти. Концерт транслировался в прямом эфире по телевидению по всему миру.
- 8 июля — в финале чемпионата мира по футболу в Италии сборная ФРГ обыграла Аргентину со счётом 1:0.
- 9-11 июля — совещание «большой семёрки» в Хьюстоне, США, посвящённое в значительной части вопросам экономического содействия СССР.
- 11 июля — политическая забастовка на 100 шахтах Донбасса.
- 12 июля — на XXVIII съезде КПСС Борис Ельцин и ряд сторонников реформ вышли из партии.
- 13 июля — учреждён Государственный банк РСФСР.
- 14 июля — образована ВГТРК.
- 15 июля
  - Гражданская война на Шри-Ланке: Тигры освобождения Тамил-Илама убили 168 мусульман в Коломбо.
  - Верховный Совет Украинской ССР проголосовал за суверенитет и политику нейтралитета.
- 16 июля
  - Распад СССР: Украинская ССР провозгласила суверенитет.
  - На Филиппинах произошло землетрясение магнитудой 7,7, погибло более 1600 человек.
- 17 июля — городу Калинину возвращено историческое наименование Тверь.
- 20 июля — городу Орджоникидзе возвращено историческое наименование Владикавказ.
- 25 июля — Сербская Демократическая Партия провозгласила суверенитет сербского населения Хорватии.
- 27 июля
  - Распад СССР: Белорусская ССР провозгласила суверенитет.
  - Попытка переворота в государстве Тринидад и Тобаго. В вооружённых столкновениях (до 1 августа) погибло от 6 до 30 человек. Был ранен премьер-министр страны А. Н. Р. Робинсон.
- 28 июля — президентом Перу стал Альберто Фухимори (до 17 ноября 2000).
- 29 июля
  - Первые свободные парламентские выборы в Монголии.
  - Гражданская война в Либерии: войска, верные президенту Самуэлю Доу, убили 600 беженцев, укрывшихся в одной из столичных церквей Монровии (5 августа США направили в Либерию морских пехотинцев, которые должны эвакуировать из Монровии американских граждан).

### Август
- 1 августа
  - В СССР осуществлён запуск пилотируемого КК Союз ТМ-10, приземление 10 декабря 1990 года. Экипаж старта — Г. М. Манаков, Г. М. Стрекалов.
  - Закон СССР о СМИ (запрет цензуры, учреждение трудовым коллективом редакции).
  - Катастрофа Як-40 под Степанакертом, 46 погибших.
- 2 августа — вторжение иракской армии в Кувейт, начало Кувейтского кризиса.
- 3 августа — в должность вступил президент Венгрии Арпад Гёнц.
- 6 августа
  - В ответ на вторжение иракской армии в Кувейт, Совет Безопасности ООН объявил торговое эмбарго против Ирака.
  - Президент Пакистана отправил правительство Беназир Бхутто в отставку в связи с обвинениями в коррупции и некомпетентности.
- 7 августа — президентом Колумбии стал Сесар Гавириа (до 7 августа 1994).
- 8 августа — западноафриканские государства направляют в Либерию многонациональные вооружённые силы для прекращения гражданской войны в этой стране.
- 9 августа — приземление корабля Союз ТМ-9. Экипаж посадки — А. Я. Соловьёв, А. Н. Баландин.
- 13 августа — Перестройка: в СССР президент Михаил Горбачёв издал указ о реабилитации жертв сталинских репрессий.
- 15 августа
  - Перестройка: в СССР президент Михаил Горбачёв издал указ о возвращении гражданства высланным из страны диссидентам, включая Александра Солженицына.
  - Ирак заключает мирный договор с Ираном, выполнив все его требования.
  - В автокатастрофе в Латвии погиб лидер рок-группы «Кино» Виктор Цой.
- 17 августа — сербы в Хорватии начали Революцию брёвен, выступив против националистических мер хорватских властей и создав свою автономию.
- 19 августа
  - Леонард Бернстайн в последний раз дирижировал на концерте, окончившимся исполнением Симфония № 7 Бетховена.
  - 15 заключённых изолятора временного содержания города Нерюнгри угнали самолёт Ту-154 в Пакистан.
- 21 августа — во время столкновений между представителями Африканского национального конгресса и трайбалистского зулусского движения Инката в городских поселениях провинции Трансвааль, ЮАР, погибло 400 человек.
- 22 августа
  - Распад СССР: Туркменская ССР провозгласила суверенитет.
  - В СССР начала вещание радиостанция «Эхо Москвы».
- 23 августа
  - Распад СССР: Армянская ССР провозгласила свою независимость[11].
  - Холодная война: ФРГ и ГДР объявили о том, что два германских государства объединятся 3 октября.
- 24 августа — в Ливане после пятилетнего заключения (похищен 11 апреля 1986) освобождён североирландский писатель Брайан Кинан.
- 26 августа — в Сплите, Югославия открылся XV Чемпионат Европы по лёгкой атлетике (до 2 сентября).
- 28 августа — города Плейнфилд, Крест Хилл и Джойлет в штате Иллинойс, США разрушены торнадо Плейнфелд (силой F5 по шкале Фуджиты). Погибло 29 человек.
- 30 августа
  - В СССР опубликована программа перехода к рыночной экономике 500 дней, программа реализована не была.
  - Принята Декларация о государственном суверенитете Татарстана.
- 31 августа — заключён Договор об объединении ФРГ и ГДР, который подписали глава МВД ФРГ Вольфганг Шойбле и парламентский статс-секретарь ГДР Гюнтер Краузе (переговоры шли со 2 июля).

### Сентябрь
- 2 сентября — Распад СССР: Приднестровская Молдавская Республика объявила о своём отделении от Молдавской ССР, но этот акт не получил официального признания.
- 4 сентября — Джеффри Палмер ушёл в отставку с поста премьер-министра лейбористского правительства Новой Зеландии. Новым премьер-министром стал Майкл Мур.
- 5 сентября — компания IBM впервые анонсировала последовательный волоконно-оптический интерфейс ESCON.
- 9 сентября
  - Первая гражданская война в Либерии, президент страны Самуэль Доу захвачен повстанцами во главе с Принсом Джонсоном и казнён.
  - Столкновение двух Як-40 в Павлодаре.
- 12 сентября — Объединение Германии: в Москве представители двух германских государств и четырёх великих держав подписали Договор об окончательном урегулировании в отношении Германии, проложивший путь к окончательному объединению Германии.
- 14 сентября — при заходе на посадку в свердловский аэропорт Кольцово потерпел катастрофу самолёт Як-42, погибли 4 человека.
- 17 сентября — восстановлены дипломатические отношения между СССР и Саудовской Аравией (прерваны в 1938 году).
- 18 сентября
  - В газете «Комсомольская правда» опубликована статья Александра Солженицына «Как нам обустроить Россию?».
  - Международный Олимпийский Комитет принял решение о проведении XXVI Летних Олимпийских Игр в Атланте, США.
- 19 сентября — зарегистрирован национальный домен верхнего уровня для Советского Союза — .su.
- 20 сентября — Распад СССР: Южная Осетия объявила о своём отделении от Грузинской ССР.
- 22 сентября — в Пекине открылись XI Летние Азиатские игры (до 7 октября).
- 27 сентября
  - ГДР вышла из Организации Варшавского договора.
  - Великобритания и Иран восстановили дипломатические отношения, прерванные во время скандала вокруг книги Салмана Рушди.
  - Провозглашение Декларации о государственном суверенитете Якутской АССР
- 28 сентября — в Югославии парламент союзной республики Сербия проголосовал за лишение округа Косово статуса автономии.
- 29 сентября — завершено строительство Вашингтонского кафедрального собора (начато 29 сентября 1907 года).
- 30 сентября — установлены дипломатические отношения между СССР и Южной Кореей.

### Октябрь

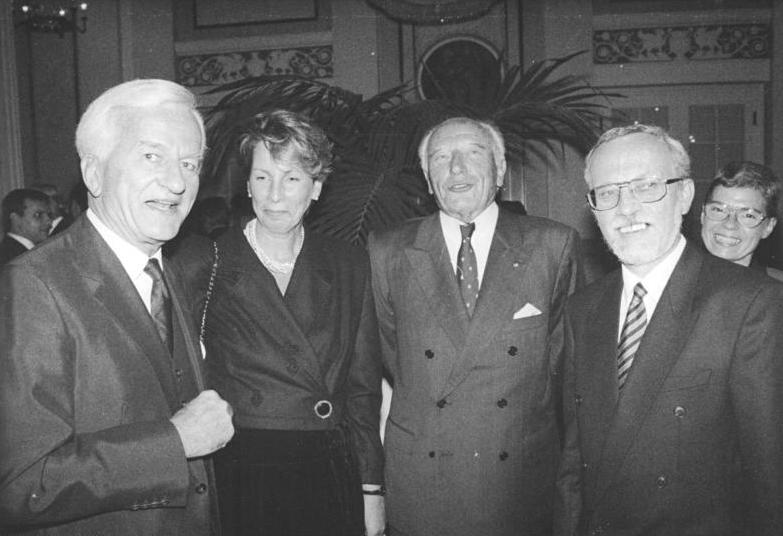
Руководители ФРГ и ГДР в день объединения Германии

- 2 октября — в аэропорту Гуанчжоу столкнулись 3 самолёта: захваченный террористом Boeing 737-247 компании Xianmen Airlines задел Boeing 757-21B компании China Southern Airlines и Boeing 707-3J6B компании China Souhtwest Airlines, погибли 128 человек. Самый смертоносный угон самолёта в XX веке.
- 3 октября — объединение Западной и Восточной Германий в единую Федеративную Республику Германию.
- 5 октября — Великобритания присоединилась к европейскому механизму валютных курсов (с 8 октября).
- 6 октября — 36-й старт (STS-41) по программе Спейс Шаттл, 11-й полёт шаттла Дискавери. Экипаж — Ричард Ричардс, Роберт Кабана, Уильям Шеперд, Брюс Мелник, Томас Эйкерс.
- 8 октября — Арабо-израильский конфликт: в Иерусалиме израильская полиция убила 17 и ранила около 100 палестинцев возле мечети Купол Скалы на Храмовой горе. Позднее Израиль отказался сотрудничать с представителями ООН в расследовании обстоятельств инцидента.
- 11 октября
  - Сербский бизнесмен Желько Ражнатович «Аркан» и 19 футбольных фанатов из Белграда создали Сербскую добровольческую гвардию. Менее чем через год она начала воевать в Хорватии, а потом и в Боснии.
  - Принята Декларация о государственном суверенитете Башкирской АССР.
- 13 октября — Гражданская война в Ливане: сирийские войска оккупировали горный Ливан, вытеснив вооружённые силы правительства Мишеля Ауна.
- 15 октября — президенту СССР Михаилу Горбачёву присуждена Нобелевская премия мира «В знак признания его ведущей роли в мирном процессе, который сегодня характеризует важную составную часть жизни международного сообщества».
- 17 октября — начал работу сайт IMDb.
- 19 октября — правящая Национальная партия ЮАР формально разрешила приём в свои ряды представителей всех рас.
- 20-21 октября — учредительный съезд движения «Демократическая Россия».
- 22 октября
  - Распад СССР: Киргизская ССР провозгласила суверенитет.
  - Перестройка: городу Горький возвращено историческое название Нижний Новгород.
  - Распад СССР: Казахская ССР провозгласила суверенитет.
- 24 октября — Пакистанская народная партия, возглавляемая Беназир Бхутто, на парламентских выборах проиграла Исламскому демократическому альянсу (лидер которого Наваз Шариф 6 ноября стал премьер-министром страны).
- 25-26 октября — Приднестровский конфликт: попытка подавить сепаратистское движение в Гагаузии (Молдавская ССР).
- 26 октября — Вышел первый выпуск программы телекомпании ВИD «Поле чудес», ставшей российским аналогом американской программы «Wheel of Fortune» (Колесо фортуны).
- 27 октября
  - Аскар Акаев избран первым президентом Киргизской ССР (президент Киргизии до 11 апреля 2005 года).
  - В Риме прошла встреча на высшем уровне руководителей стран-участников Европейского сообщества. Все члены за исключением Великобритании проголосовали за переход ко 2-му этапу создания к 1994 году экономического и валютного союза и за введение единой европейской валюты к 2000 году.
  - На всеобщих выборах в Новой Зеландии победу одержала Национальная партия, заняв рекордные 67 мест в парламенте.
- 28 октября — выборы в Верховный Совет Грузинской ССР, победу одержали оппозиционные партии, выступавшие под лозунгами независимости республики и введения рыночной экономики.
- 30 октября — Перестройка: на Лубянской площади в Москве установлен Соловецкий камень в память о жертвах сталинских репрессий.
- 31 октября — Верховный Совет РСФСР принял закон о передаче в ведение властей РСФСР контроля над природными ресурсами и промышленностью республики.

### Ноябрь

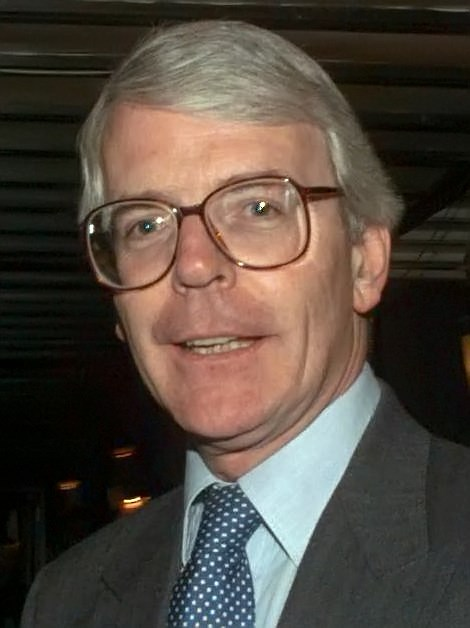
Премьер-министр Великобритании Джон Мейджор

- 1 ноября — вступил в силу Указ президента СССР «О введении коммерческого курса рубля к иностранным валютам и мерах по созданию общесоюзного валютного рынка». Курс советского рубля к доллару был установлен в размере 1,8 рубля за один доллар США[12].
- 2 ноября
  - Приднестровский конфликт: вооружённые столкновения в Дубоссарах и Бендерах.
  - Смена правительства в Новой Зеландии, премьер-министром стал Джим Болджер (до 8 декабря 1997).
- 3 ноября — смена правительства в Норвегии, премьер-министром стала Гру Харлем Брунтланд (до 25 октября 1996).
- 3-12 ноября — в Москве состоялся первый в СССР теннисный турнир ATP Кубок Кремля.
- 5 ноября — в московском метро переименование станций, носящих «коммунистические» названия: «Площадь Свердлова» (ныне «Театральная»), «Дзержинская» («Лубянка»), «Кировская» («Чистые пруды») и других.
- 7 ноября
  - Последняя демонстрация и парад военной техники на Красной площади в честь годовщины Великой Октябрьской социалистической революции, организованные на государственном уровне. Во время демонстрации произошло покушение на М. С. Горбачёва.
  - Впервые на территории России был отмечен День непримиримости — дата, отмечаемая противниками Октябрьской революции[13].
  - В Белорусской ССР прошёл антикоммунистический митинг в Минске, ставший крупнейшей антикоммунистической оппозиционной акцией в истории БССР.
- 10 ноября — смена правительства в Индии, новым премьер-министром стал Чандра Шекхар Сингх.
- 11 ноября — вышел первый выпуск «Российской газеты».
- 12 ноября
  - Королём Лесото стал Летсие III.
  - Тим Бернерс-Ли и Роберт Кайо из Европейской организации по ядерным исследованиям (CERN) опубликовали официальное предложение по проекту гипертекстового языка и Всемирной Паутины. Вскоре в рамках этого проекта был разработан первый в мире веб-браузер.
- 14 ноября
  - Перестройка: впервые официально признаётся наличие в СССР безработных — около 2 миллионов человек.
  - Германия и Польша подписали договор подтверждающий статус границы между ними.
  - Катастрофа DC-9 под Цюрихом.
- 15 ноября — 37-й старт (STS-38) по программе Спейс Шаттл. 7-й полёт шаттла Атлантис. Экипаж — Ричард Кови, Фрэнк Калбертсон, Чарлз Гемар, Роберт Спрингер, Карл Мид. Полёт для министерства обороны США.
- 17 ноября — авария Ту-154 под Дубенцом.
- 19 ноября
  - В эфир советского телевидения вышел первый выпуск программы Оба-На!.
  - Катастрофа Ми-8 под Бахардоком.
- 20 ноября — в Новочеркасске арестован маньяк Андрей Чикатило.
- 21 ноября
  - В Париже подписана Парижская хартия для новой Европы, обозначившая фактический конец холодной войны.
  - Авария Ил-62 в аэропорту Маган.
- 23 ноября — Верховный Совет СССР предоставил чрезвычайные полномочия президенту Михаилу Горбачёву для поддержания порядка в СССР.
- 26 ноября — после 31 года пребывания в должности ушёл в отставку с поста премьер-министра Сингапура Ли Куан Ю.
- 27 ноября — в Москве открылся II Съезд народных депутатов РСФСР (до 15 декабря).
- 28 ноября — премьер-министр Великобритании Маргарет Тэтчер вышла в отставку, её сменил на посту Джон Мейджор (до 2 мая 1997 года).
- 29 ноября — Война в Персидском заливе: Совет Безопасности ООН принял Резолюцию 678, разрешающую военное вторжение в Ирак, если он не выведет свои войска из Кувейта и не освободит иностранных заложников до 15 января 1991 года.

### Декабрь
- 1 декабря
  - Гражданская война в Чаде: повстанцы во главе с Идрисом Деби захватили столицу страны Нджамену, президент Хиссен Хабре бежал из страны. 2 декабря Идрис Деби стал президентом страны.
  - Завершилась прокладка Евротоннеля: встретились проходчики с французской и британской стороны.
  - Народная Республика Мозамбик изменила наименование на Республика Мозамбик.
- 2 декабря
  - В СССР осуществлён запуск пилотируемого КК Союз ТМ-11, приземление 26 мая 1991 года. Экипаж старта — В. М. Афанасьев (приземление 26 мая 1991 года), М. Х. Манаров и гражданин Японии — Т. Акияма.
  - 38-й старт (STS-35) по программе Спейс Шаттл. 10-й полёт шаттла Колумбия. Экипаж — Вэнс Бранд, Гай Гарднер, Джеффри Хоффман, Джон Лаундж, Роберт Паркер, Сэмюел Дарранс, Роналд Паризи.
  - По результатам выборов в объединённой Германии канцлером страны становится Гельмут Коль.
- 2—5 декабря — начало массовых беспорядков на национальной почве в Намангане (Узбекской ССР). Погибли 5 солдат срочной службы и 3 участника беспорядков.
- 3 декабря
  - В должность вступила первая женщина-президент Ирландии Мэри Робинсон.
  - В аэропорту Детройта столкнулись два самолёта компании Northwest Airlines, погибли 8 человек.
  - В СССР поступила первая гуманитарная помощь из Западной Европы.
- 6 декабря
  - Война в Персидском заливе: президент Ирака Саддам Хусейн освободил иностранных заложников, захваченных в Кувейте.
  - Президент Бангладеш Хуссейн Эршад был вынужден подать в отставку из-за компании массовых протестов.
- 8 декабря — опубликован закон РСФСР «О свободе вероисповеданий».
- 9 декабря
  - Слободан Милошевич стал президентом Сербии.
  - Во втором туре президентских выборов в Польше одержал победу Лех Валенса (вступил в должность 25 декабря).
- 10 декабря
  - Приземление корабля Союз ТМ-10. Экипаж посадки — Г. М. Манаков, Г. М. Стрекалов и Т. Акияма (Япония).
  - «Радио России» (ВГТРК) начало вещание на первом канале радиоточек.
- 11 декабря
  - Председатель КГБ СССР Крючков выступил по телевидению с заявлением о заговоре западных стран против СССР и их намерениях добиться его распада.
  - Вступил в силу Договор между СССР и США об ограничении подземных испытаний ядерного оружия.
  - В США арестован один из главарей мафии Джон Готти.
- 14 декабря — в Москве открылся IV Съезд народных депутатов СССР (до 26 декабря).
- 14 декабря — принята декларация о государственном суверенитете Каракалпакстана.
- 20 декабря — Эдуард Шеварднадзе ушёл в отставку с поста министра иностранных дел СССР, заявив, что в стране существует угроза установления диктаторского режима.
- 21 декабря — в СССР вышел первый номер «Независимой газеты».
- 22 декабря — принята первая конституция Республики Хорватии.
- 23 декабря — в Югославии граждане Словении на плебисците высказываются за выход республики из состава Югославии и создание независимого государства.
- 24 декабря — бескровный военный переворот («телефонный переворот») в Суринаме во главе с Дези Баутерсе. Президентом страны 29 декабря стал Йоханнес Крааг (до 16 сентября 1991).
- 26 декабря
  - Съезд народных депутатов СССР выбрал на пост вице-президента СССР Геннадия Янаева.
  - Реформа советского правительства, вместо Совета Министров СССР создан Кабинет Министров СССР. В отставку с поста председателя Совета Министров СССР по состоянию здоровья подал Николай Рыжков.
- 27 декабря
  - Верховный Совет РСФСР объявил Рождество выходным днём.
  - Постановлением Правительства РСФСР создан Корпус российских спасателей. Впоследствии эта дата стала считаться датой создания МЧС России и Днём спасателя.
- 31 декабря — советский гроссмейстер Гарри Каспаров сохранил за собой титул чемпиона мира по шахматам по итогам матча против Анатолия Карпова.

### Без точных дат
- В СССР введена в строй скоростная автомагистраль Москва — Волоколамск, более известная как Новорижское шоссе.
- В СССР основана пивоваренная компания Балтика.
- В СССР основаны Альфа-банк и Банк ВТБ.
- Экономика США вступила в период рецессии.
- В мире введён формальный запрет на торговлю слоновой костью.
- Компания Pioneer Corporation начала продажи спутниковых навигационных систем для автомобиля.

### Продолжающиеся события
- Холодная война
- Перестройка в СССР.
- Гражданская война в Бирме
- Гражданская война в Гватемале
- Война за независимость Эритреи
- Первая гражданская война в Чаде
- Война в Западной Сахаре
- Гражданская война в Эфиопии
- Гражданская война в Ливане
- Гражданская война в Анголе
- Война в Восточном Тиморе
- Гражданская война в Мозамбике
- Ачехский конфликт
- Гражданская война в Сальвадоре
- Гражданская война в Никарагуа
- Вторая гражданская война в Судане
- Гражданская война на Шри-Ланке
- Турецко-курдский конфликт
- Первая палестинская интифада
- Карабахский конфликт
- Гражданская война в Сомали
- Первая гражданская война в Либерии
- Гражданская война в Афганистане
- Конфликт в Индийском Кашмире
- Грузино-южноосетинский конфликт
- Гражданская война в Руанде

## Персоны года
Человек года по версии журнала Time — Джордж Буш-старший, президент США.

## Население Земли
| Население Земли     | Население Земли | Население Земли | Население Земли | Население Земли | Население Земли | Население Земли | Население Земли |
|                     | 1990            | 1985            | 1985            | 1985            | 1995            | 1995            | 1995            |
| ------------------- | --------------- | --------------- | --------------- | --------------- | --------------- | --------------- | --------------- |
| Всего               | 5 263 593 000   | 4 830 979 000   | ▲ 432 614 000   | +8,95 %         | 5 674 380 000   | ▲ 410 787 000   | +7,80 %         |
| Африка              | 622 443 000     | 541 814 000     | ▲ 80 629 000    | +14,88 %        | 707 462 000     | ▲ 85 019 000    | +13,66 %        |
| Азия                | 3 167 807 000   | 2 887 552 000   | ▲ 280 255 000   | +9,71 %         | 3 430 052 000   | ▲ 262 245 000   | +8,28 %         |
| Европа              | 721 582 000     | 706 009 000     | ▲ 15 573 000    | +2,21 %         | 727 405 000     | ▲ 5 823 000     | +0,81 %         |
| Латинская Америка   | 441 525 000     | 401 469 000     | ▲ 40 056 000    | +9,98 %         | 481 099 000     | ▲ 39 574 000    | +8,96 %         |
| Северная Америка    | 283 549 000     | 269 456 000     | ▲ 14 093 000    | +5,23 %         | 299 438 000     | ▲ 15 889 000    | +5,60 %         |
| Австралия и Океания | 26 687 000      | 24 678 000      | ▲ 2 009 000     | +8,14 %         | 28 924 000      | ▲ 2 237 000     | +8,38 %         |

## Родились

### Январь
- 4 января — Тони Кроос, немецкий футболист, полузащитник национальной сборной Германии.
- 13 января — Лиам Хемсворт, австралийский актёр.
- 19 января — Юрий Хованский, российский видеоблогер, рэпер и комик.
- 21 января — Келли Рорбах, американская актриса и модель.
- 29 января — Гжегож Крыховяк, польский футболист.

### Февраль
- 1 февраля — Лора Марлинг, английская исполнительница фолк-рока, автор песен, певица и гитаристка.
- 3 февраля — Шон Кингстон, американский певец, рэпер, автор песен и актёр.
- 7 февраля — Стивен Стэмкос, канадский хоккеист.
- 9 февраля — Фёдор Смолов, российский футболист.
- 16 февраля — The Weeknd, канадский певец и продюсер эфиопского происхождения.
- 20 февраля — Чиро Иммобиле, итальянский футболист.
- 28 февраля — Себастиан Руды, немецкий футболист

### Март
- 6 марта — Клара Лаго, испанская актриса.
- 8 марта — Макс Барских, украинский певец и композитор, автор песен.
- 15 марта — Любовь Аксёнова, российская актриса театра и кино.
- 17 марта — Hozier, ирландский музыкант, автор-исполнитель.
- 23 марта — Евгения Йоркская, член королевской семьи Великобритании.
- 26 марта — Ким Минсок (Сюмин), южнокорейский певец и актёр, участник группы EXO.
- 28 марта 
  - Екатерина Боброва, российская фигуристка в танцах на льду; олимпийская чемпионка в команде (2014 год), чемпионка Европы (2013 год).
  - Лора Харриер, американская киноактриса и модель.
- 29 марта — Джесси Вольт, французская и канадская киноактриса.

### Апрель
- 2 апреля — Евгения Канаева, российская гимнастка, двукратная олимпийская чемпионка по художественной гимнастике 2008 и 2012 годов.
- 3 апреля — Доротея Вирер, итальянская биатлонистка.
- 8 апреля — Ким Джонхён, южнокорейский певец и автор песен, участник группы SHINee.
- 9 апреля — Кристен Стюарт, американская актриса.
- 10 апреля — Алекс Петтифер, английский актёр.
- 13 апреля — Лодовика Комелло, итальянская актриса, певица и танцовщица.
- 15 апреля — Эмма Уотсон, британская актриса.
- 16 апреля
  - Лили Лавлесс, британская актриса кино и телевидения.
  - Лоррейн Николсон, американская актриса кино и озвучивания, обладательница премии «Золотой глобус».
  - Айдамир Мугу, российский певец, исполняющий песни на русском и черкесском языках.
- 18 апреля
  - Бритт Робертсон, американская актриса.
  - Войцех Щенсный, польский футболист, вратарь «Ювентуса» и национальной сборной Польши.
- 19 апреля — Эктор Эррера, мексиканский футболист.
- 21 апреля — Надя Дорофеева, украинская певица.
- 23 апреля — Дев Патель, британский актёр индийского происхождения, получивший известность благодаря роли Джамаля в фильме «Миллионер из трущоб».

### Май
- 3 мая — Тему Хартикайнен, финский хоккеист, нападающий.
- 26 мая — Юрий Лодыгин, греческий, российский футбольный вратарь.
- 27 мая — Йонас Гектор, немецкий футболист
- 28 мая — Кайл Уокер, английский футболист.
- 31 мая — Жулиано, бразильский футболист.

### Июнь
- 4 июня — Эван Шпигель, американский предприниматель, миллиардер, сооснователь и CEO мессенджера Snapchat.
- 7 июня — Игги Азалия, австралийско-американская хип-хоп-исполнительница, автор песен.
- 9 июня — Лорен Сока, английская актриса. Обладательница телевизионной премии BAFTA за роль Келли в телесериале «Плохие».
- 11 июня — Кристоф Леметр, французский бегун-спринтер. Первый (и на 2018 год единственный) белый спринтер, пробежавший 100 метров быстрее 10 секунд.
- 13 июня — Аарон Тейлор-Джонсон, британский актёр.
- 14 июня — Регина Тодоренко, украинская телеведущая, певица, композитор.
- 16 июня — Джон Ньюман, британский певец, автор-исполнитель.

### Июль
- 2 июля
  - Дэнни Роуз, английский футболист.
  - Марго Робби, австралийская киноактриса.
- 11 июля — Каролина Возняцки, датская профессиональная теннисистка польского происхождения.
- 15 июля — Олли Александер, английский певец и актер. Автор- исполнитель из группы Years & Years.

### Август
- 1 августа — Джек О’Коннелл, британский актёр.
- 2 августа — Элизабет Дебики, австралийская актриса кино и театра.
- 3 августа — Джордан Данн, британская модель.
- 9 августа
  - Билл Скарсгард, шведский киноактёр.
  - Аделаида Кейн, австралийская актриса.
- 10 августа — Лоренсо Мельгарехо, парагвайский футболист, полузащитник.
- 12 августа — Марио Балотелли, итальянский футболист ганского происхождения, нападающий.
- 13 августа — Демаркус Казинс, американский баскетболист.
- 15 августа
  - Дженнифер Лоуренс, американская актриса.
  - Нюша, российская певица, автор песен, композитор и актриса.
- 17 августа — Рейчел Херд-Вуд, британская актриса и модель.
- 28 августа — Кэти Финдлэй, канадская актриса.

### Сентябрь
- 4 сентября — Ольга Харлан, украинская фехтовальщица на саблях, олимпийская чемпионка 2008 года.
- 19 сентября
  - Ромуло Боржес Монтейро, бразильский футболист.
  - Марио Фернандес, бразильский и российский футболист.

### Октябрь
- 16 октября — Йоханна Гвюдрун Йоунсдоттир, исландская певица.
- 17 октября — Бьянка Бри, американская актриса, сценарист и продюсер.
- 29 октября — Эрик Сааде, шведский поп-певец, автор песен и телеведущий.
- 30 октября — Иван Янковский, российский актёр театра и кино.

### Ноябрь
- 6 ноября — Андре Шюррле, немецкий футболист, полузащитник.
- 24 ноября — Сара Хайленд, американская актриса.
- 26 ноября
  - Рита Ора, британская певица и актриса албанского происхождения.
  - Дэнни Уэлбек, английский футболист ганского происхождения, нападающий английского клуба «Брайтон».
- 28 ноября — Юлия Зиверт, российская певица.
- 30 ноября — Магнус Карлсен, норвежский шахматист, 16-й чемпион мира по шахматам.

### Декабрь
- 1 декабря
  - Станислав Крицюк, российский футбольный вратарь.
  - Шанель Иман, американская супермодель.
- 10 декабря — Сакико Мацуи, японская певица и пианистка.
- 26 декабря
  - Аарон Рэмзи, валлийский футболист, полузащитник футбольного клуба «Ювентус».
  - Энди Бирсак, фронтмен и вокалист американской хард-рок и глэм-метал группы «Black Veil Brides».
  - Денис Черышев, российский футболист.
- 28 декабря — Маркос Алонсо Мендоса, испанский футболист.
- 31 декабря — Патрик Чан, канадский фигурист, олимпийский чемпион в команде (2018 год), многократный чемпион мира в одиночном катании.

## Нобелевские премии
- Физика — Джером Фридман, Генри Кендалл, Ричард Тейлор — «За пионерские исследования глубоконеупругого рассеяния электронов на протонах и связанных нейтронах, существенно важных для разработки кварковой модели в физике элементарных частиц».
- Химия — Элайас Джеймс Кори — «За развитие теории методологии органического синтеза».
- Физиология и медицина — Джозеф Мюррей, Эдуард Донналл Томас — «За открытия, касающиеся трансплантации органов и клеток при лечении болезней».
- Экономика — Гарри Марковиц, Мертон Миллер, Уильям Шарп — «За пионерскую работу в теории финансовой экономики».
- Литература — Октавио Пас — «За пристрастные всеобъемлющие произведения, отмеченные чувственным интеллектом и гуманистической целостностью».
- Премия мира — Михаил Сергеевич Горбачёв — «За вклад в снижение международной напряжённости и осуществление политики гласности».